# Order Sławy (ZSRR)
Order Sławy, Order Chwały (ros. Орден Славы) – radzieckie odznaczenie (order) wojskowe za zasługi bojowe podczas II wojny światowej.
Order Sławy został ustanowiony dekretem prezydium Rady Najwyższej ZSRR z 8 listopada 1943 roku. Równocześnie zatwierdzono statut i wzór odznaki orderu (statut częściowo zmieniono 16 lutego i 16 grudnia 1947 oraz 8 sierpnia 1957).

## Zasady nadawania
Order Sławy posiada trzy klasy i był nadawany przez Prezydium Rady Najwyższej ZSRR. Orderem odznaczano szeregowych oraz podoficerów Armii Czerwonej (w lotnictwie również żołnierzy posiadających stopień młodszego lejtnanta), którzy w bojach za Ojczyznę dokonali „sławnych czynów odwagi, męstwa i nieustraszoności”. Order nadawano osobom w kolejności klas: najpierw trzeciej, następnie drugiej i pierwszej.
Statut szczegółowo określał czyny, za jakie nadaje się order. Orderem Sławy nagradzano żołnierza, który m.in.:
- w chwili niebezpieczeństwa uratował sztandar swojego oddziału;
- znajdując się w płonącym czołgu, nadal wykonywał zadanie bojowe;
- z broni osobistej unieszkodliwił od 10 do 50 żołnierzy i oficerów przeciwnika;
- ogniem z broni przeciwpancernej zniszczył nie mniej niż 2 czołgi przeciwnika;
- na polu walki lub na tyłach przeciwnika zniszczył ręcznymi granatami od 1 do 3 czołgów;
- ogniem artylerii lub karabinu maszynowego zniszczył nie mniej niż 3 samoloty przeciwnika;
- nie bacząc na niebezpieczeństwo, jako pierwszy wdarł się do nieprzyjacielskiego schronu bojowego lub okopu i zdecydowanym działaniem zniszczył jego załogę;
- w rezultacie osobistego rozpoznania ustalił słabe miejsca w obronie przeciwnika i wyprowadził swoje wojska na jego tyły;
- osobiście wziął do niewoli nieprzyjacielskiego oficera;
- ryzykując życie, uratował dowódcę od bezpośredniego niebezpieczeństwa;
- nie bacząc na niebezpieczeństwo, zdobył nieprzyjacielski sztandar;
- z broni osobistej zestrzelił samolot przeciwnika;
- będąc ranny, po udzieleniu pomocy, wrócił na pole walki;
- ryzykując życie, pod ogniem przeciwnika wielokrotnie udzielał pomocy rannym;
- znajdując się w unieruchomionym czołgu, nadal wykonywał zadanie bojowe z działa;
- energicznie wjeżdżając czołgiem w kolumnę przeciwnika, rozjechał ją i kontynuował zadanie bojowe;
- swoim czołgiem rozjechał 1 lub kilka dział przeciwnika albo zniszczył nie mniej niż 2 gniazda karabinów maszynowych;
- będąc na rozpoznaniu, zdobył cenne dane o przeciwniku;
- będąc pilotem myśliwca, zniszczył w powietrznej walce 2–4 samoloty myśliwskie lub 3–6 samolotów bombowych przeciwnika;
- będąc w składzie załogi nocnego samolotu bombowego, zniszczył skład amunicji lub paliw, sztab przeciwnika, transport kolejowy lub most.

Kawalerom Orderu Sławy przysługiwał awans na wyższy stopień.
	Pierwsze nadanie Orderu Sławy I klasy miało miejsce 22 lipca 1944. W okresie wojny kawalerami orderu wszystkich trzech klas zostało nagrodzonych około 2 500 osób, w tym 4 kobiety. W sumie, do 1989 roku, 2 620 osób otrzymało order I klasy, 46 473 – II klasy oraz 997 815 – III klasy.
	Orderem Sławy wszystkich trzech klas został odznaczony Polak Adam Łowczy, urodzony w Kielcach i od początku do końca wojny walczący w szeregach Armii Czerwonej.

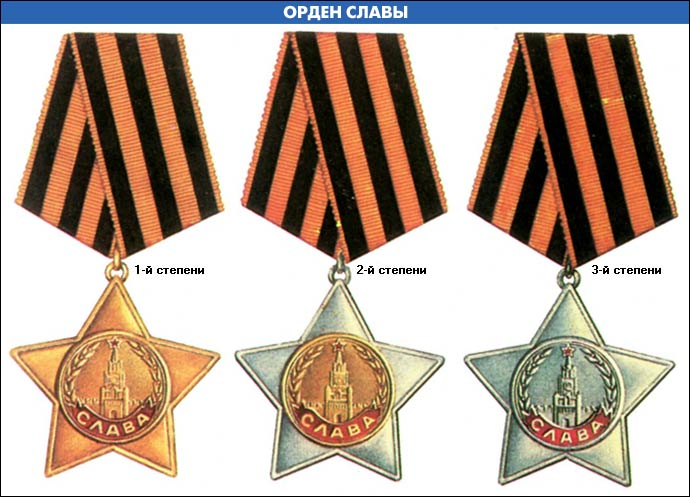
Odznaki I, II i III klasy Orderu Sławy

## Opis odznaki
Odznaka Orderu Sławy ma postać pięciopromienna gwiazdy maksymalnego rozmiaru 46 mm, w środku której znajduje się okrągła tarcza średnicy 23,5 mm. Na awersie tarczy w laurowym wieńcu jest rysunek Wieży Spasskiej Kremla. Wokół okrągłej tarczy znajduje się wieniec laurowy, a poniżej rysunku baszty, na czerwono emaliowanej wstążce, napis СЛАВА (pol. „Sława”). Na odwrotnej stronie (rewersie) jest napis CCCP (pol. „ZSRR”) w okręgu średnicy 19 mm.
Gwiazda jest zawieszona na pięciokątnej metalowej zawieszce obciągniętej wstążką szerokości 24 mm koloru pomarańczowego z trzema czarnymi paskami. Celem wykorzystania tej wstążki było nawiązanie do tradycji Orderu i Krzyża św. Jerzego, noszonych na wstążce w tych samych barwach, a wciąż popularnych i powszechnie szanowanych w społeczeństwie. Odznaka orderu I klasy została wykonana ze złota (próby 950, masa złota 28,6 g), II klasy – ze srebra (okrągła tarcza jest złocona), III klasy – ze srebra.
Order noszono na lewej piersi, w kolejności po orderze „Znak Honoru”.